# Tara spinosa
Espèce
Synonymes
Selon GBIF (20/09/2023) :
- Caesalpinia horrida (Kunth) Spreng.
- Caesalpinia mucronata Willd.
- Caesalpinia pectinata Cav.
- Caesalpinia spinosa (Molina) Kuntze, 1898
- Caesalpinia tara Ruiz & Pav.
- Caesalpinia tinctoria (Kunth) Benth.
- Caesalpinia tinctoria (Molina) Dombey
- Caesalpinia tinctoria (Molina) Dombey ex DC.
- Caesalpinia tinctoria Benth. ex Taub.
- Caesalpinia tinctoria var. horrida Pittier
- Coulteria chilensis DC.
- Coulteria horrida Kunth
- Coulteria tinctoria (Molina) Kunth
- Poinciana mucronata (Willd.) Poir.
- Poinciana spinosa Molina Basionyme
- Poinciana tara Ruiz & Pav.
- Poinciana tara Ruiz & Pav. ex DC.
- Tara tinctoria Molina
- Tara tinctoria var. horrida (Kunth) Pittier

Classification phylogénétique
Tara spinosa est une espèce de plantes à fleurs de la famille des Caesalpiniaceae selon la classification classique, ou des Fabaceae (sous-famille des Caesalpinioideae) selon la classification phylogénétique. C'est un arbrisseau trouvé en Amérique du Sud.

## Description

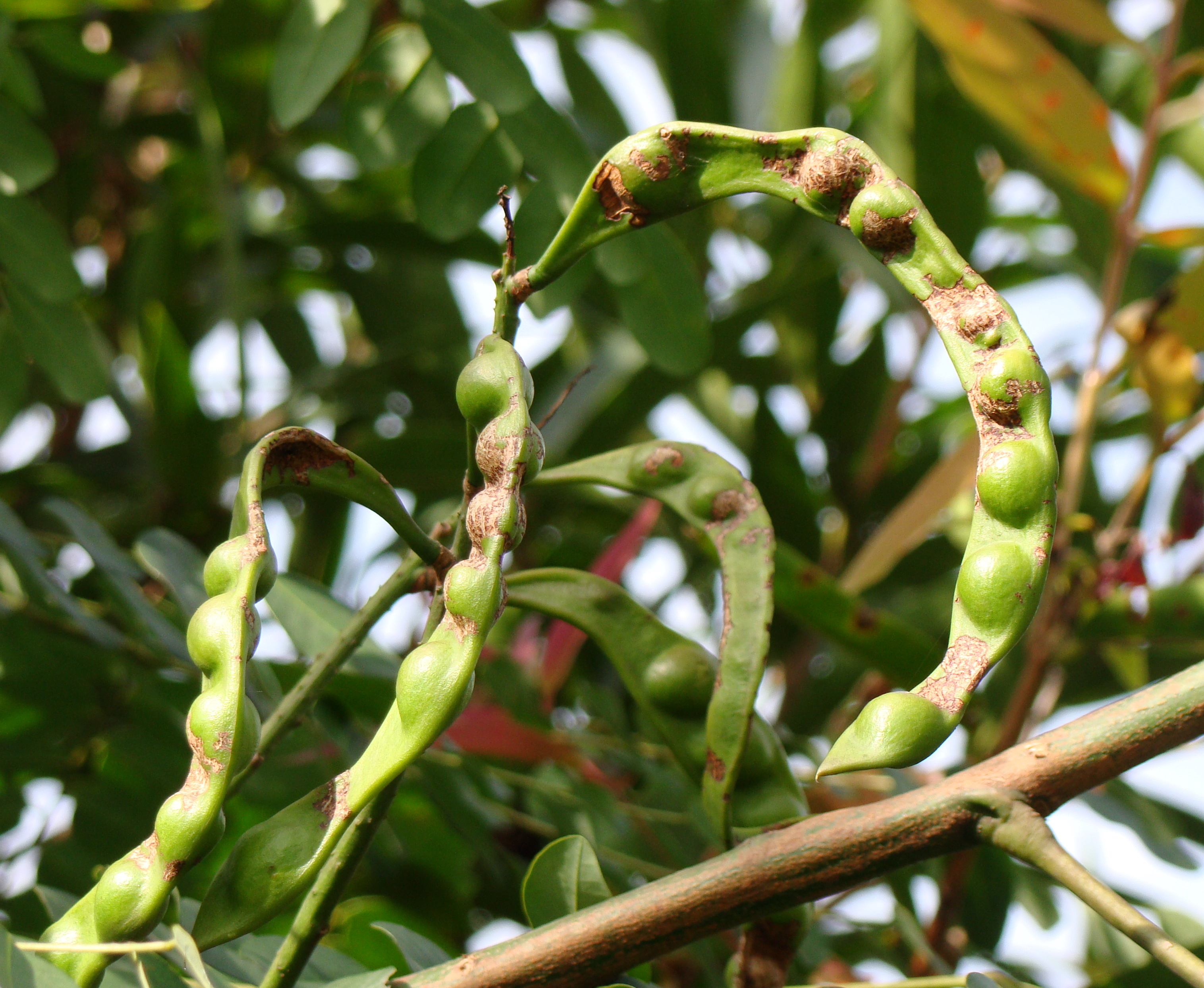
Gousses.

Cet arbrisseau (3-8 m), sauvage et cultivé, pousse depuis le nord-ouest de l'Amérique du sud jusqu'au nord du Chili jusqu'à 3000 m d'altitude. Au Pérou, il est nommé tara.
Particulièrement adapté à la sécheresse, il peut ne pas produire de feuilles les années sans pluies et ressemble alors à un squelette sans vie. Ses graines extrêmement dures peuvent subsister des années dans le sol avant de germer à l'occasion d'une saison particulièrement pluvieuse.
L'enveloppe intérieure des graines de la gousse (« caroube du Pérou ») est utilisée comme tannant et également comme épaississant alimentaire (E 417 : « Gomme tara »).  En horticulture, il reçoit l'appellation de « petit flamboyant ».

## Synonymes
- Poinciana spinosa Molina
- Caesalpinia spinosa (Molina) Kuntze
- Caesalpinia pectinata Cav.
- Coulteria tinctoria Dombey ex Kunth
- Caesalpinia tinctoria (Dombey ex Kunth) Benth. ex Taub.